# جيمس كولت
جيمس كولت هو سياسي أمريكي، ولد في 19 أغسطس 1932، وتوفي في 19 أغسطس 2008 في دانفرز في الولايات المتحدة. نشط حزبياً في الحزب الجمهوري. وقد انتخب عضو مجلس نواب ماساتشوستس ‏.